# فرودگاه لوبک
فرودگاه لوبک (به انگلیسی: Lübeck Airport) (به زبان بومی: Flughafen Lübeck Blankensee) یک فرودگاه همگانی مسافربری با کد یاتا LBC است که یک باند فرود آسفالت دارد و طول باند آن ۲۱۰۲ متر است. این فرودگاه در شهر هامبورگ کشور آلمان قرار دارد و در ارتفاع ۱۶ متری از سطح دریا واقع شده است.